# Кутсиык
Кутсиык (каз. Құтсиық) — село в Теректинском районе Западно-Казахстанской области Казахстана. Входит в состав Шагатайского сельского округа. Код КАТО — 276273400.

## Население
В 1999 году население села составляло 504 человека (246 мужчин и 258 женщин). По данным переписи 2009 года, в селе проживало 314 человек (166 мужчин и 148 женщин).